# John Gordon Skellam
John Gordon Skellam (Staffordshire, 1914 – estate 1979) è stato uno statistico britannico.
Frequentò la Hanley High School, dove vinse diversi premi scolastici, tra i quali l'ammissione gratuita al New College di Oxford. È stato uno dei più importanti membri britannici della International Biometric Society.
Statistico e studioso degli ecosistemi, descrisse la distribuzione di Skellam.
Nel 1951 John G. Skellam sviluppò il modello reazione-diffusione nell'ambito della terminologia dell'invasione biologica. Questo modello descrive la dinamiche di popolazione che si sviluppano e diffondono contemporaneamente e descrive come il fronte di invasione si muova con velocità costante.
Spiegò sulla base dell'introduzione del topo muschiato in Europa, che solo per fortuna alcuni esemplari vennero diffusi in una zona dove potevano incrementarsi.
Skellam descrisse un modello che trattava le dinamiche di una popolazione come una variabile casuale al tempo t. Tale descrizione stocastica risultò essere molto più flessibile che le precedenti equazioni deterministiche.
È stato il principale redattore della rivista Biometrics, l'organo ufficiale della  International Biometric Society, un'associazione internazionale con sede a Londra.
I due suoi principali articoli sono
- Skellam, J. G. 1946. The frequency distribution of the difference between two Poisson variates belonging to different populations. Journal of the Royal Statistical Society: Series A 109 (3): 296.
- Skellam, J.G. 1951. Random dispersal in theoretical populations